# Amir Tizi-Oualou
Amir Tizi-Oualou (ur. 31 grudnia 2005) – francuski siatkarz pochodzenia algierskiego, grający na pozycji rozgrywającego.
Jego ojciec Liès Tizi-Oualou był reprezentantem Algierii i grał jako rozgrywający. Później został też trenerem. Przez większość swojej kariery siatkarskiej grał we francuskich klubach.
W sezonie 2025/2026 miał być zawodnikiem Steam Hemarpolu Norwid Częstochowa, lecz jego kontrakt wykupił włoski klub z Serie A1 - Valsa Group Modena.

## Sukcesy klubowe
Puchar Francji:
- 2025[5]

## Sukcesy reprezentacyjne
Mistrzostwa Europy Kadetów:
- 2022[6]

Olimpijski Festiwal Młodzieży Europy:
- 2023[7]

Mistrzostwa Świata Kadetów:
- 2023[8]

Mistrzostwa Europy U-22:
- 2024[9]

Mistrzostwa Europy Juniorów:
- 2024[10]

## Nagrody indywidualne
- 2023: MVP Mistrzostw WEVZA (Zachodnioeuropejski Związek Strefowy Piłki Siatkowej) Kadetów
- 2023: Najlepszy rozgrywający Mistrzostw Świata Kadetów[11]
- 2024: MVP i najlepszy rozgrywający Mistrzostw Europy U-22[12]
- 2024: MVP Mistrzostw Europy Juniorów[13]
- 2025: MVP Pucharu Francji[14]